# Reloj analógico con indicación de 24 horas

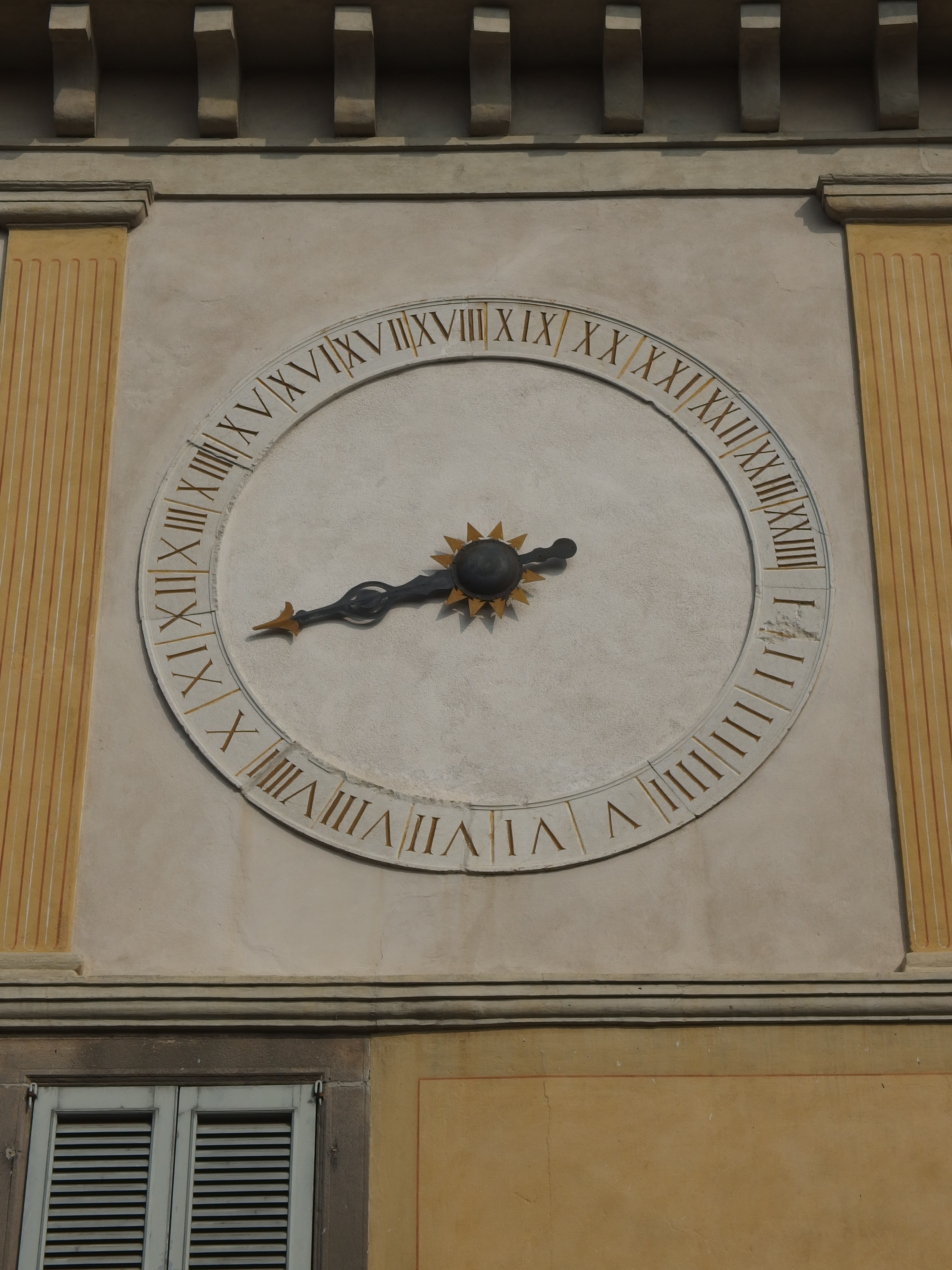
Reloj de torre en Martinengo, provincia de Bérgamo, Lombardía. La hora 24 en el lado derecho de la esfera es típica del antiguo sistema horario italiano de 24 horas contadas desde el anochecer

Los relojes analógicos con indicación de 24 horas se caracterizan por disponer de una esfera sobre la que la aguja horaria realiza una revolución completa (360°) cada día (24 horas por revolución). En un dial de 12 horas, mucho más frecuente, la manecilla horaria del reloj realiza dos revoluciones completas en un día (12 horas por revolución).

## Características

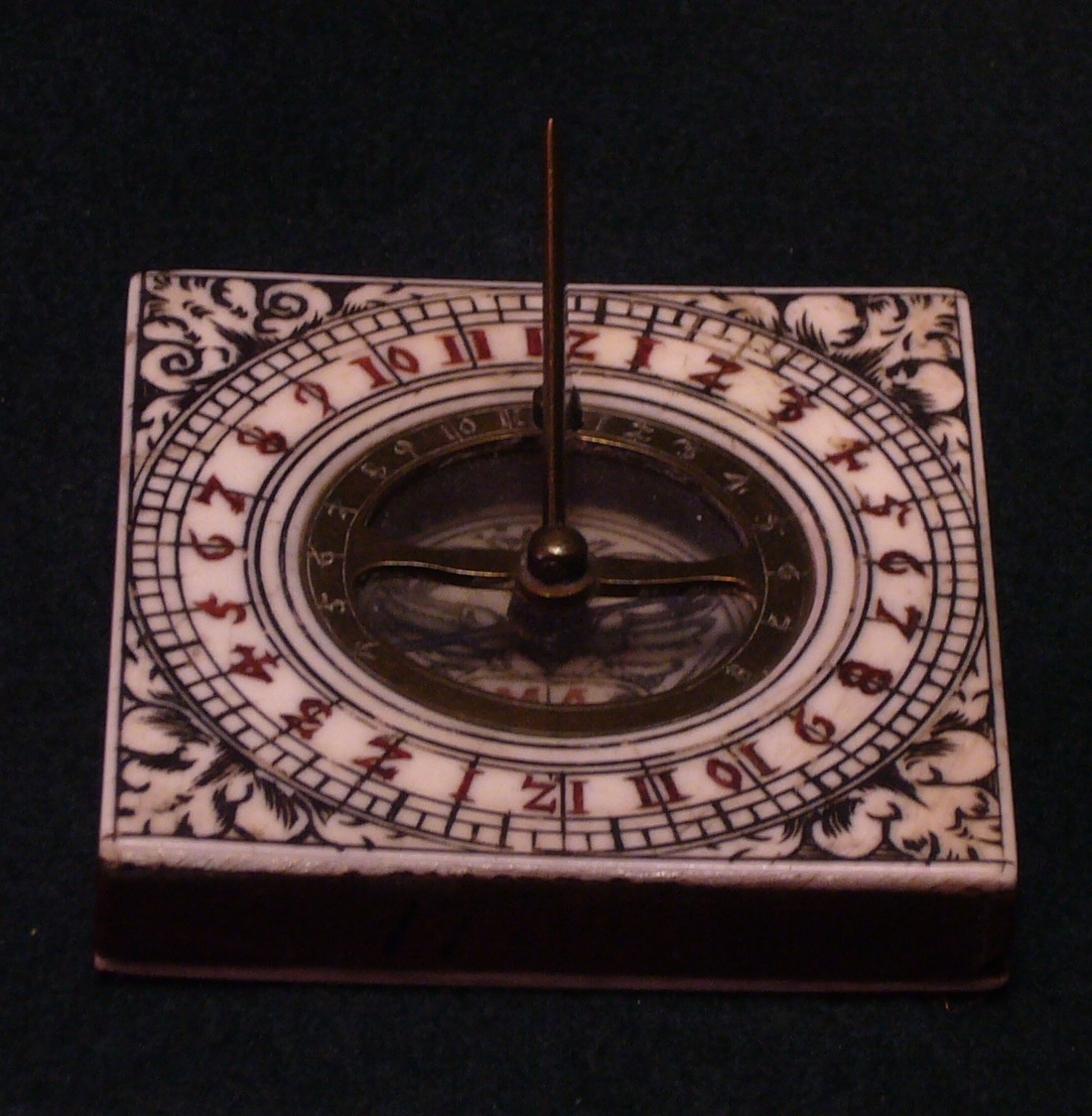
Un reloj de sol que muestra las 24 horas (poco práctico, pero simétrico)

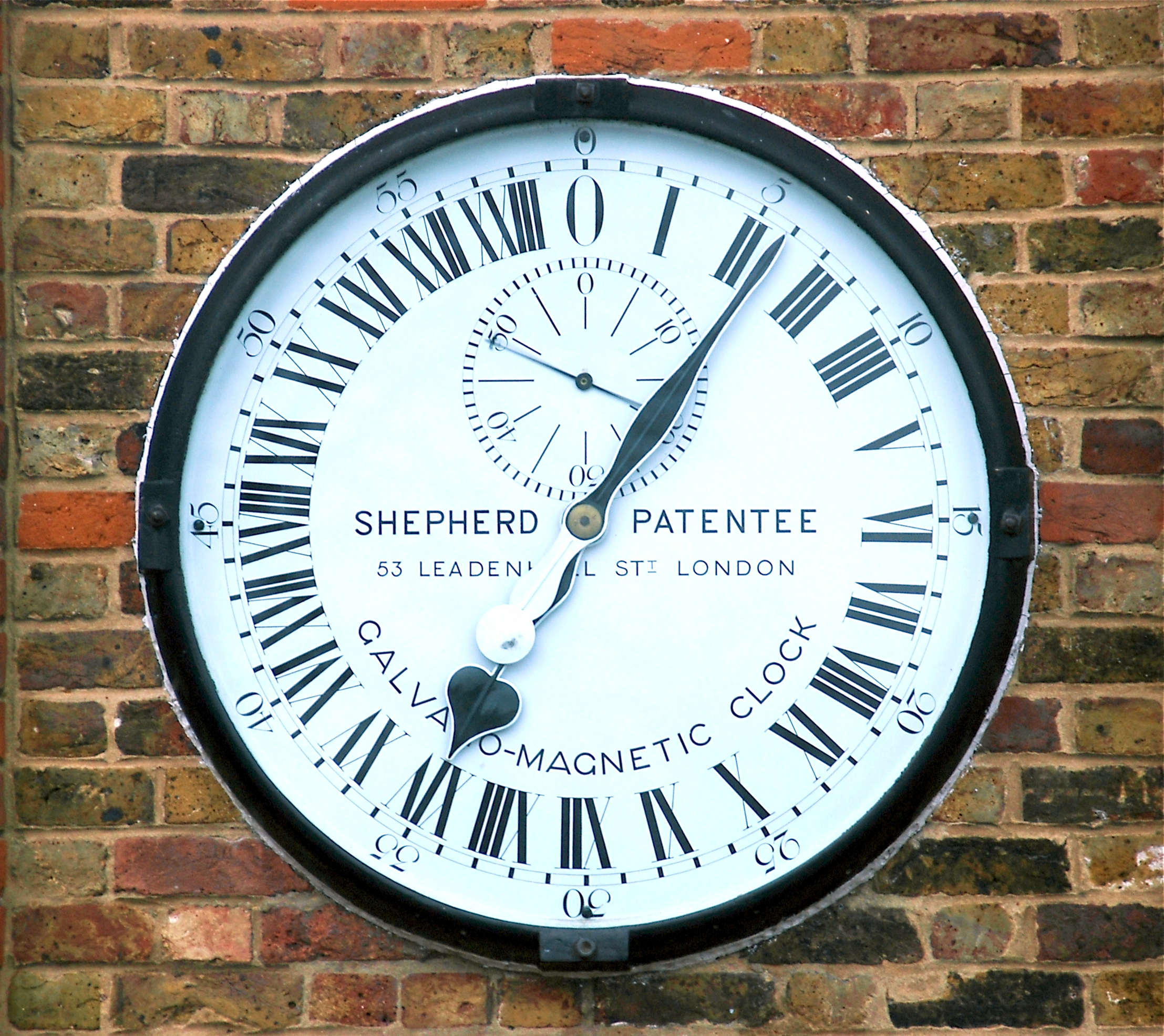
Reloj Shepherd de la puerta en el Real Observatorio de Greenwich

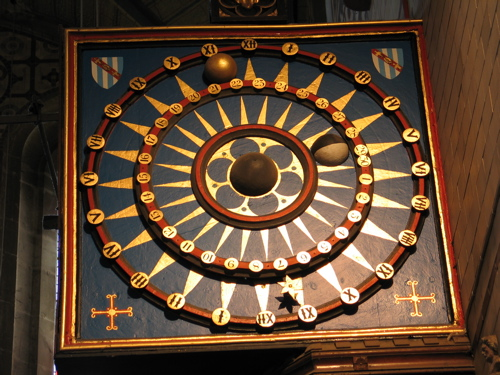
El reloj de Ottery St Mary, Inglaterra, que marca casi el mediodía, utilizando el sistema de horario de 12 horas en un dial analógico de 24 horas

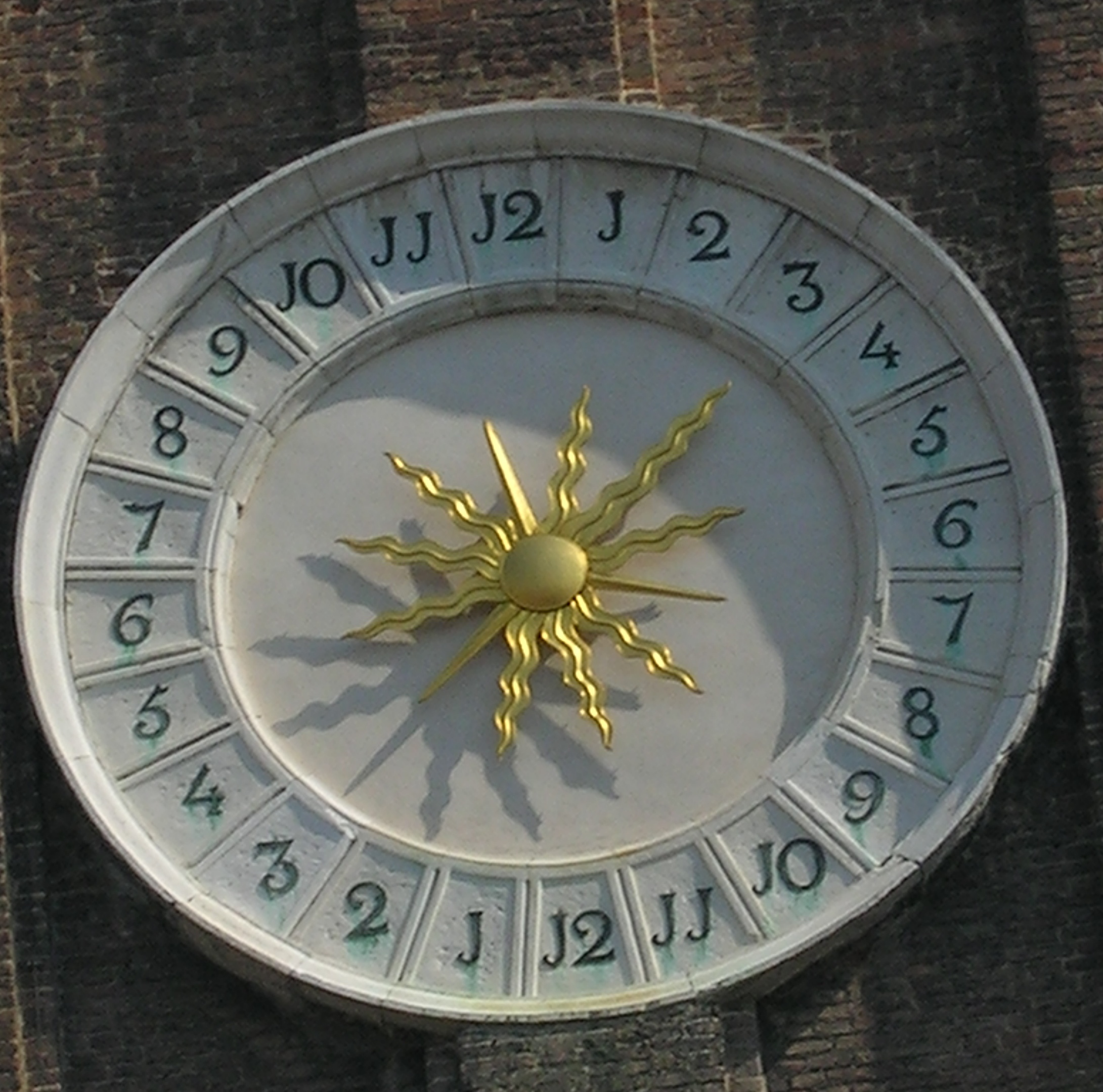
El reloj de torre de 24 horas de Venecia que utiliza el sistema doble XII

Los relojes analógicos de veinticuatro horas tienen su aplicación en actividades como la logística y en servicios como los de bomberos, policías, paramédicos o enfermeras, estando presentes en la actividad de algunos profesionales como pilotos, científicos o militares, cuya actividad puede verse afectada por el cambio de husos horarios, Su principal ventaja es la representación inequívoca de la hora de un día completo, evitando la posible ambigüedad entre las horas del día y de la noche propia de los relojes con dial de 12 horas. Debe tenerse en cuenta que esta definición se refiere al uso de un dial circular completo para representar un día de 24 horas, mientras que el uso de los números del 0 al 23 (o del 1 al 24) para marcar las horas del día se conoce como "sistema horario de 24 horas".
En la práctica, los relojes de sol utilizan diales analógicos de 24 horas, dado que la sombra traza un camino que se repite aproximadamente una vez al día. Muchos de ellos están marcados con el sistema doble XII (o doble 12), en el que los números del I al XII (o del 1 al 12) se utilizan dos veces, una para las horas de la mañana y otra para las horas de la tarde y la noche. Por lo tanto, VI (o 6) aparece dos veces en muchos diales, una cerca del amanecer y otra cerca del atardecer.
Los diales analógicos modernos de 24 horas (excepto los relojes de sol) casi siempre están marcados con 24 números o marcas de hora alrededor del borde de la esfera, utilizando el sistema de reloj de 24 horas. Estos diales no necesitan indicar si la hora es anterior o posterior al mediodía (AM o PM).

## Historia
Los antiguos egipcios dividían el día en 24 horas, como se puede ver en los diagramas de círculos divididos en 24 secciones representados en el techo astronómico de la tumba de Senenmut.

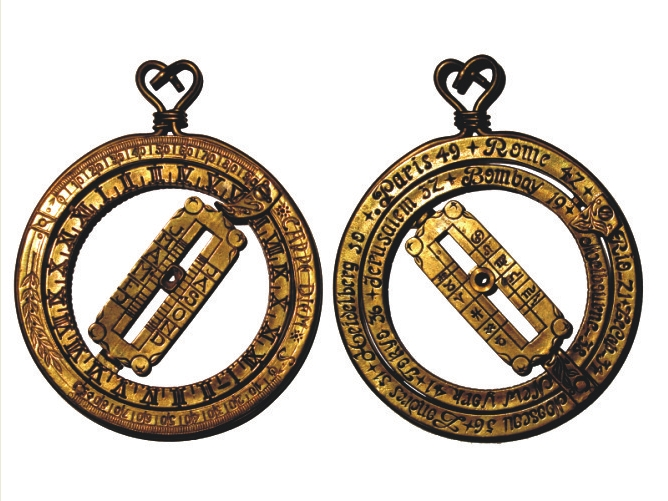
Reloj de sol con un dial analógio de 24 horas

Los relojes de sol utilizan parte o la totalidad del dial de 24 horas, porque muestran la posición del sol en el cielo. A veces, por razones estéticas más que prácticas, se muestran todas las marcas de las 24 horas.
Los relojes medievales solían utilizar el dial analógico de 24 horas, influidos por el ejemplo de los astrolabios. En el norte de Europa, se prefería el sistema doble XII, y se utilizaban dos juegos de números romanos de I a XII, uno en el lado izquierdo para las horas de la noche y la mañana, y otro en el lado derecho del dial para representar las horas de la tarde y de la noche. En Italia, se utilizaban los números del 1 al 24 (I al XXIV en números romanos), lo que llevó al uso generalizado del sistema de 24 horas en ese país. En los relojes italianos, sin embargo, la I a menudo se mostraba en el lado derecho del dial, en lugar de en la parte superior. Esto probablemente refleja la influencia del sistema de cronometraje italiano, que comenzó a contar las horas del día al atardecer o al anochecer.
En el norte de Europa, el sistema doble XII fue reemplazado gradualmente durante los siglos XIV y XV por el sistema simple XII (sistema de 12 horas), lo que llevó a la adopción generalizada del dial de 12 horas para su uso popular. El dial analógico de 24 horas continuó siendo utilizado, pero principalmente por técnicos, astrónomos, científicos y relojeros. John Harrison, Thomas Tompion y Thomas Mudge construyeron una serie de relojes con diales analógicos de 24 horas, particularmente cuando construían instrumentos astronómicos y náuticos. Los diales de 24 horas también se utilizaron en los relojes para medir el tiempo sidéreo.
El famoso reloj Big Ben de Londres tiene un dial de 24 horas como parte del mecanismo, aunque no es visible desde el exterior.
En el siglo XX, la esfera analógica de 24 horas fue ocasionalmente adoptada por radioaficionados, pilotos, submarinistas y para su uso militar.
Los relojes analógicos de 24 horas todavía se siguen fabricando, y son buscados por coleccionistas y entusiastas de la relojería. Los fabricantes que producen relojes analógicos de 24 horas incluyen a Glycine, Raketa, Vostok, Fortis, Poljot, Swatch y muchos otros.

## Diseño

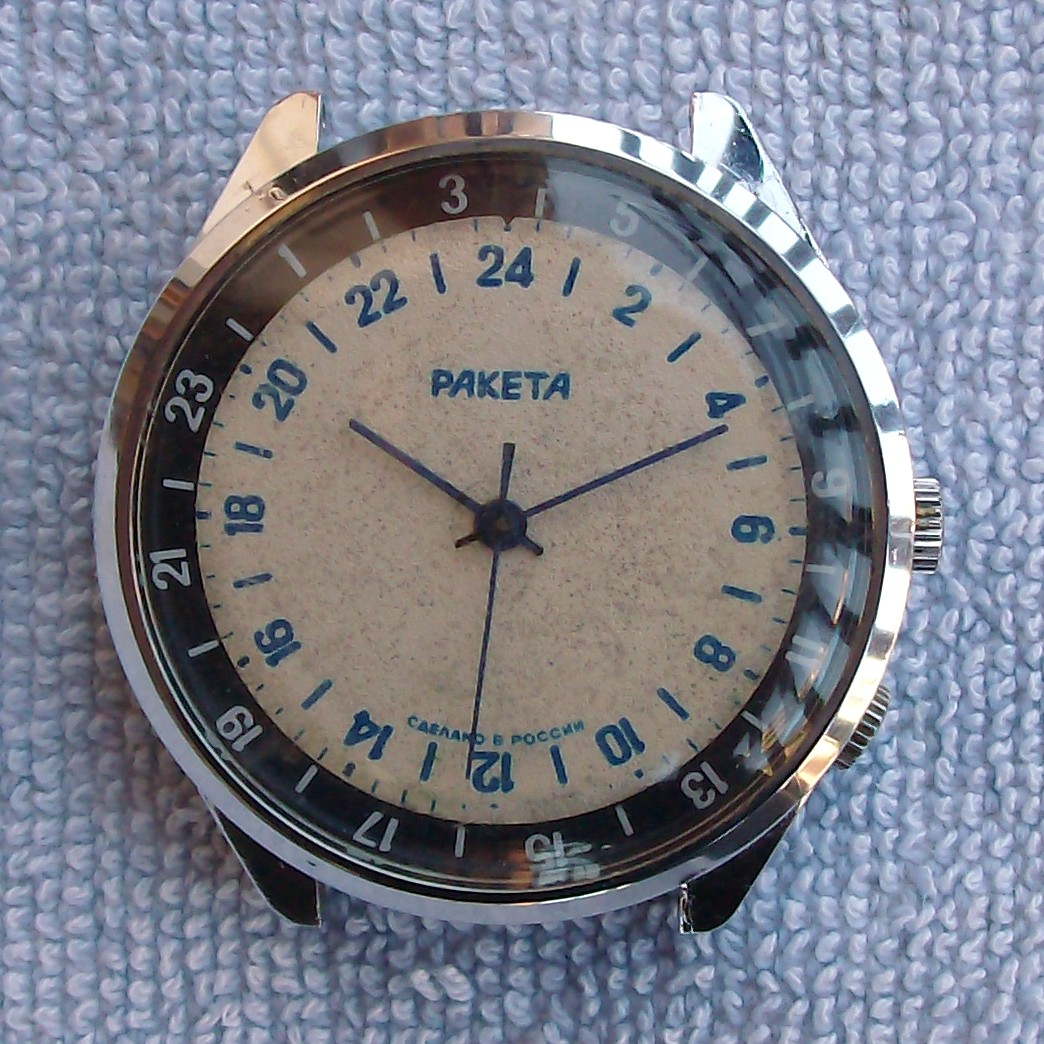
Un reloj de 24 horas fabricado por la empresa rusa Raketa. La hora marca las 20:10, lo que, si estuviera en un reloj de 12 horas serían las 8:10 p.m.
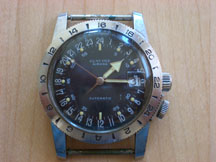
Glycine Airman
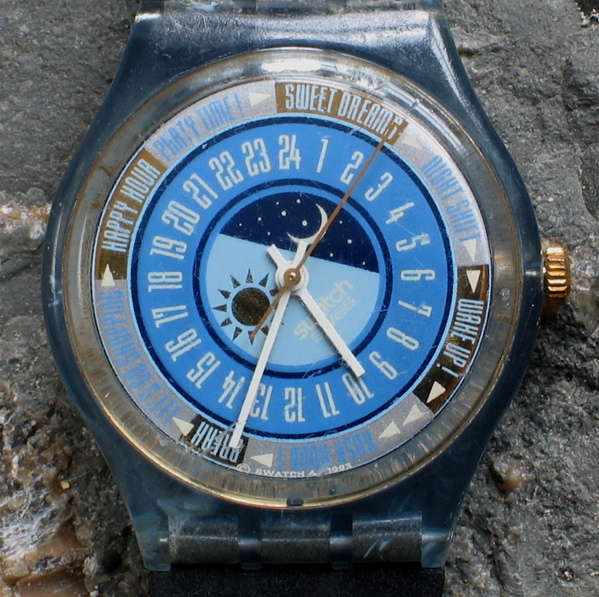
Reloj Swatch con esfera de 24 horas
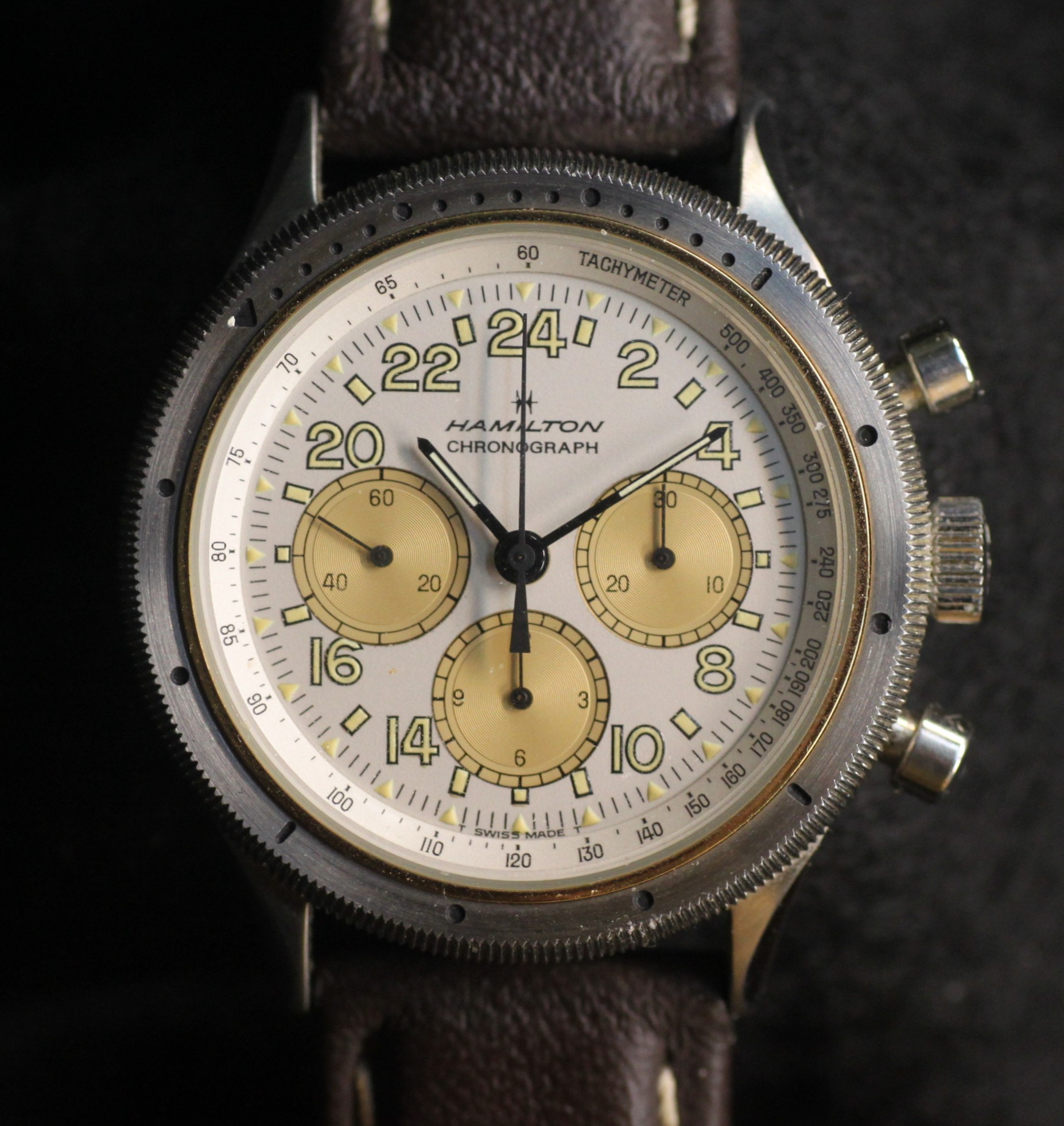
Cronógrafo de 24 horas de Hamilton
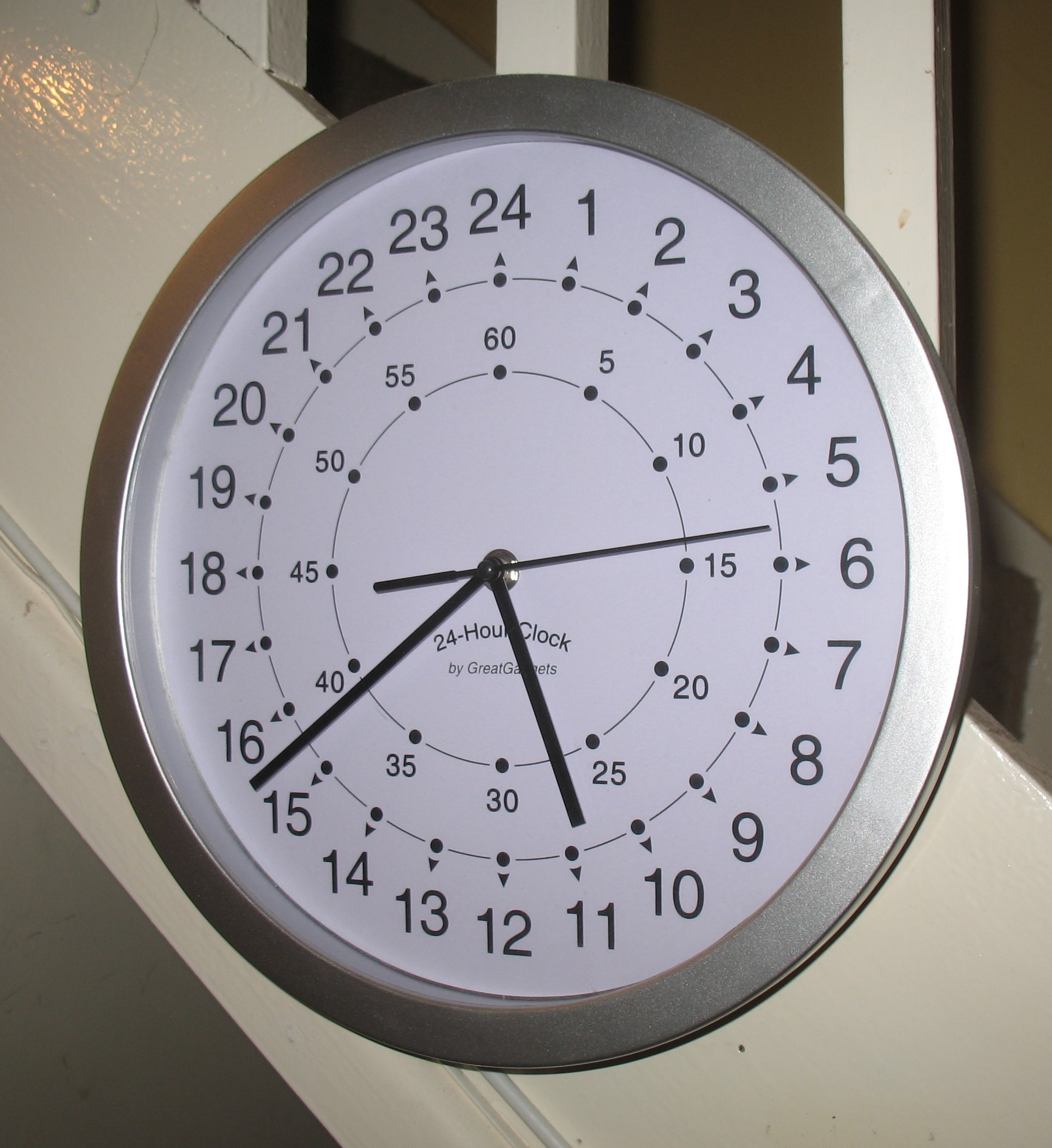
Un moderno reloj de cuarzo con esfera de 24 horas
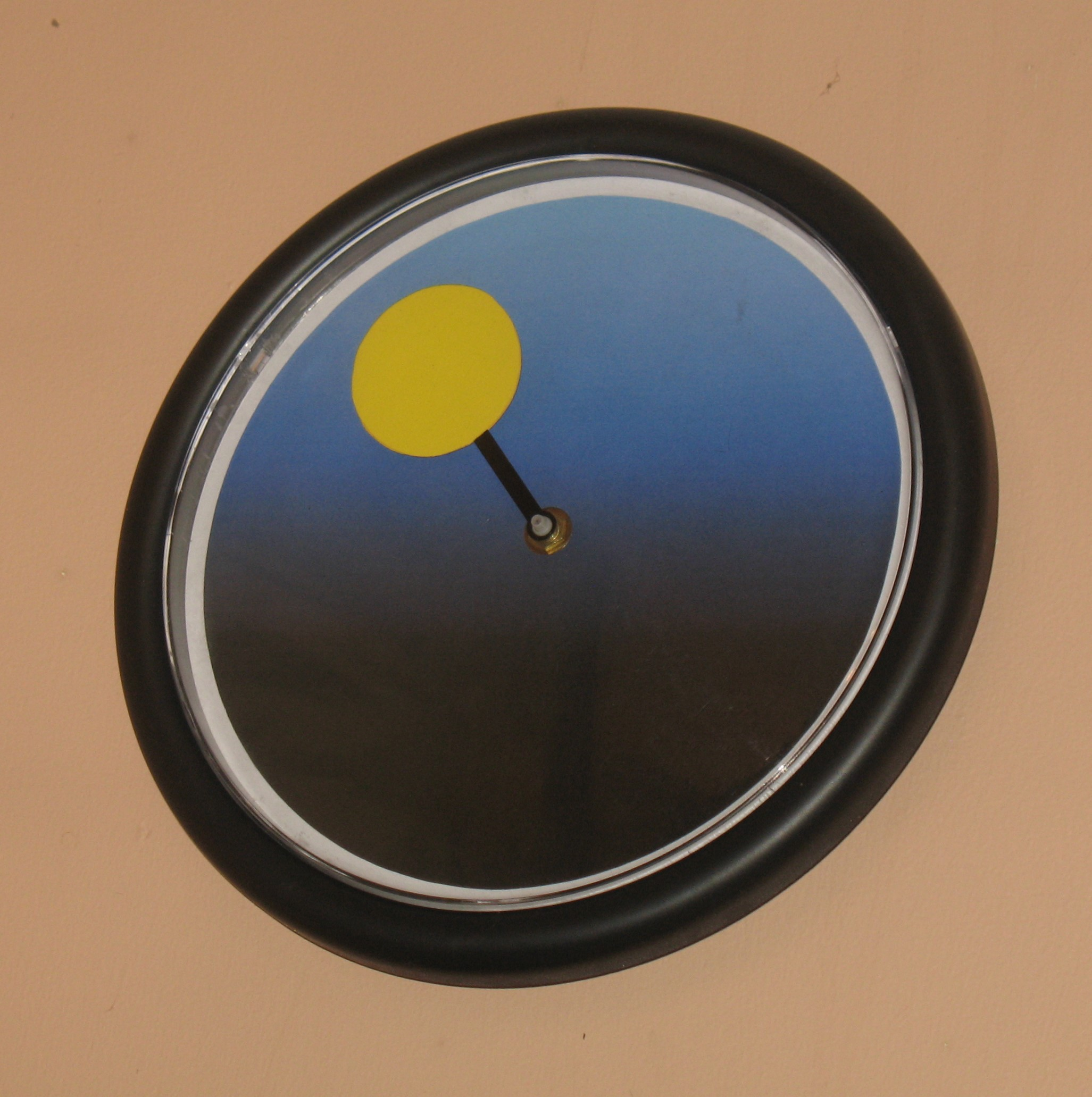
Un reloj sencillo de 24 horas que muestra la posición aproximada del sol
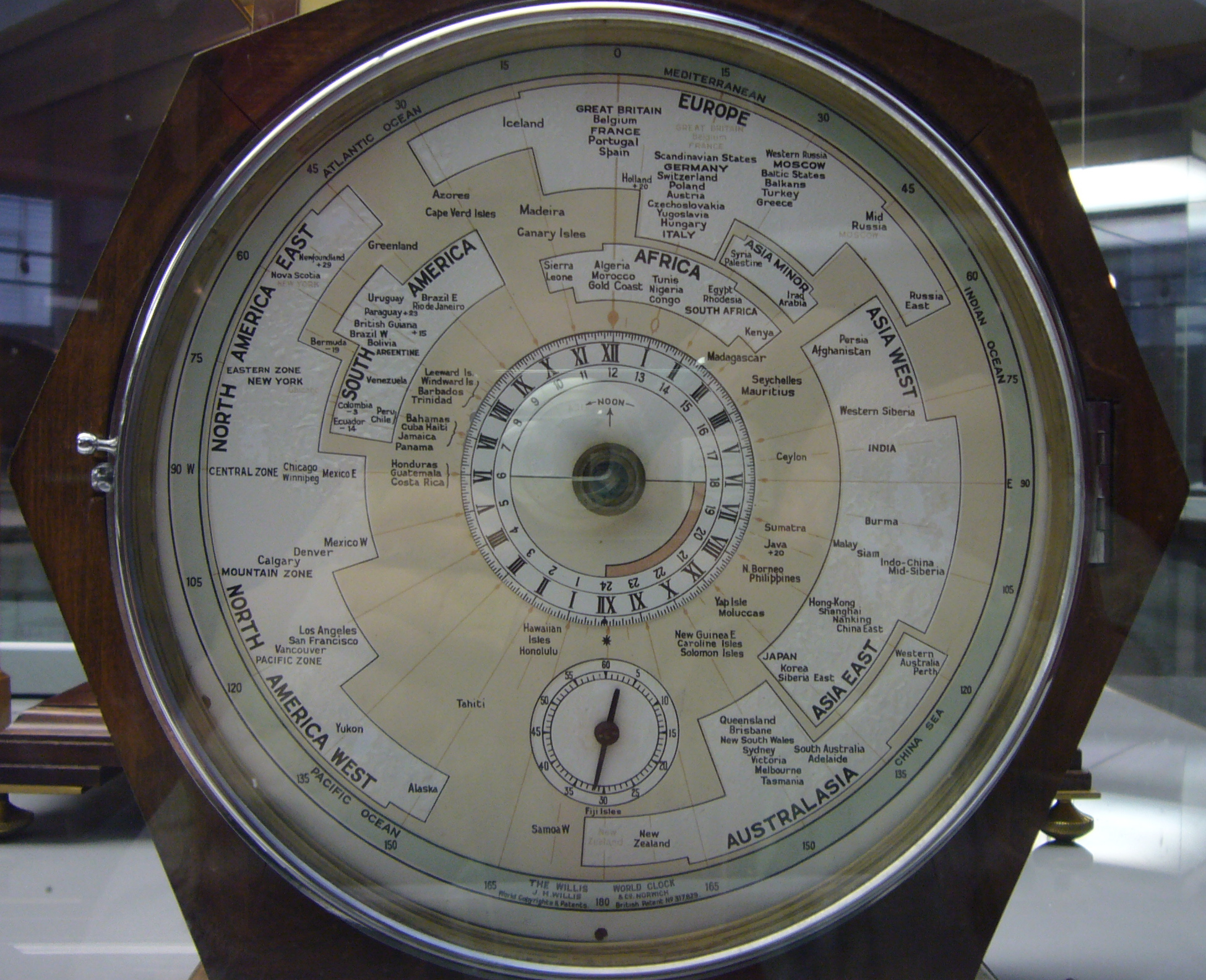
El Reloj Mundial Willis, que muestra un mapa estilizado del mundo para indicar la hora en diferentes zonas horarias

La esfera de un reloj de 24 horas puede estar dispuesta de dos maneras: con el mediodía en la parte superior y la medianoche en la parte inferior (similar a cómo se podría observar el paso del Sol sobre su zona horaria mientras se mira hacia el sur), o bien rotada 180°, con la medianoche en la parte superior y el mediodía en la parte inferior. Unas pocas variantes raras colocan el mediodía y la medianoche en los lados derecho e izquierdo. No hay ambigüedad si se utiliza la numeración de 24 horas. En los Estados Unidos, el gobierno y el ejército suelen utilizar relojes de 24 horas que tienen el mediodía en la parte inferior. La variante con el mediodía en la parte superior es mucho menos común.
Se pueden mostrar distintos husos horarios con varias esferas o con un bisel giratorio. El bisel es un anillo que rodea la parte exterior de la esfera del reloj. Cuando se utiliza, la parte superior del reloj siempre representa la medianoche (o el mediodía) GMT. El bisel, que también tiene marcas de hora, se gira para que su numeración represente la hora local. De este modo, un piloto siempre tiene disponible la hora GMT para hablar con el control de tráfico aéreo y, cuando aterriza, solo tiene que girar el bisel para "ajustar" el reloj a su nueva hora local. La firma Glycine fue la primera en presentar un bisel giratorio de 24 horas en 1953, con el modelo Airman No.1. El diseño se hizo ampliamente conocido cuando Rolex diseñó el modelo GMT Master para los pilotos de la compañía aérea Pan Am en 1954.
Es posible utilizar un reloj de 24 horas para determinar la dirección del mediodía, haciendo coincidir la aguja horaria con la dirección del sol.
Algunos relojes de pulsera se pueden configurar para mostrar la hora en formato de 24 horas.

### Relojes de 24 horas notables
- AirNautic (Suiza)
- Akerfalk (Suecia)
- Armourlite Watch Company (EE. UU.)
- Breitling (Suiza)
- Botta (Alemania)
- Forté AAA watch club (EE. UU.)
- Gallet (Suiza)
- Glycine (Suiza)
- TAG Heuer (Suiza)
- Longines (Suiza)
- LÜM-TEC (Suiza)
- Messerschmitt (Suiza)
- Montblanc (Suiza)
- Ollech & Wajs (Suiza)
- Oris (Suiza)
- Poljot (Rusia)
- Prioris (Suiza)
- Raketa (Rusia soviética)
- Revue Thommen (Suiza)
- RLT watch co. (Reino Unido)
- Rolex (Suiza)
- Seiko (Japón)
- Seizmont (Suiza)
- Slow watch (Suiza)
- Subdelta (Países Bajos)
- Svalbard (Suecia)
- Tauchmeister (Suiza)
- Wittnauer (EE. UU.)
- Yes Watch (EE. UU.)

### Hora mundial

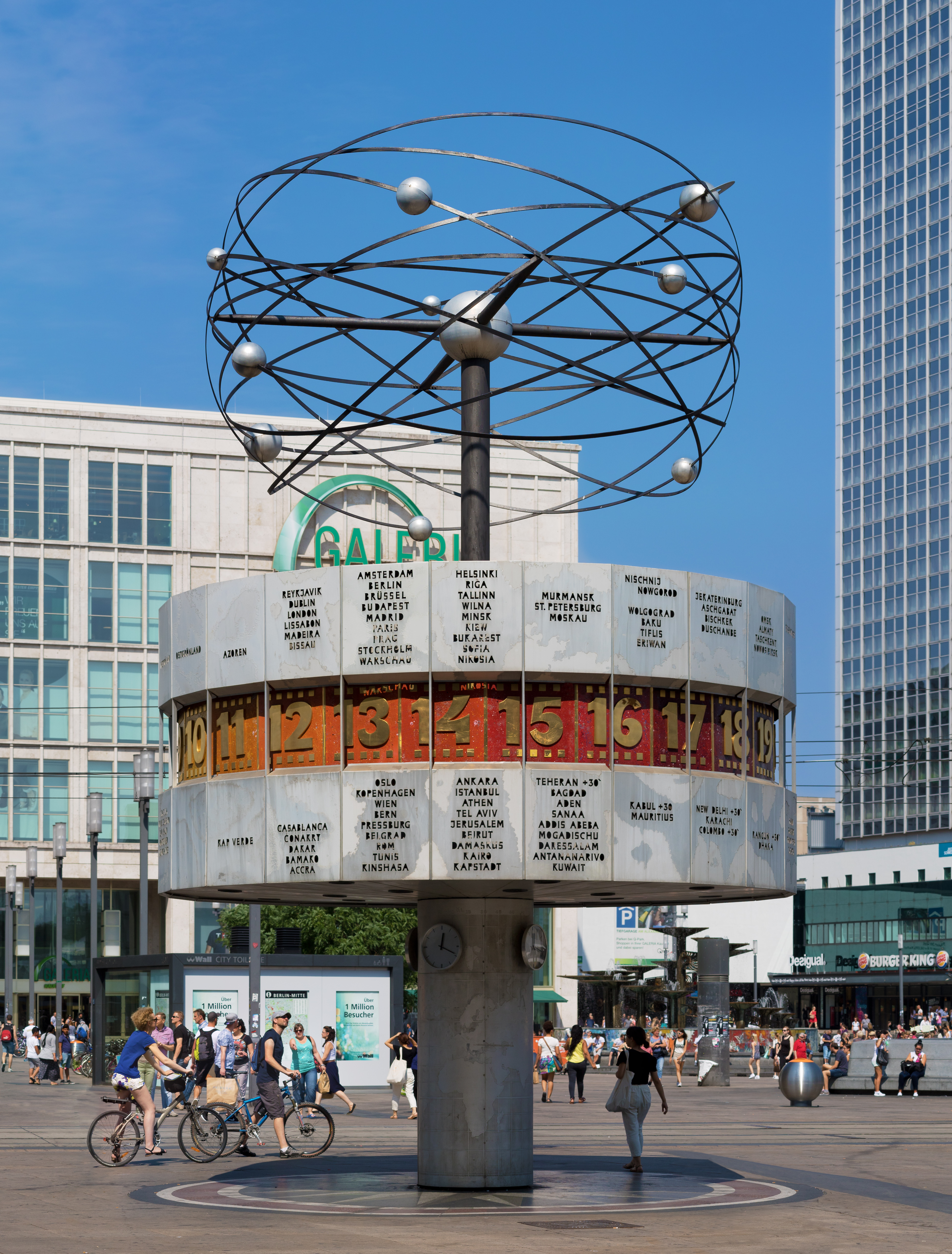
El Reloj Mundial en la Alexanderplatz de Berlín (Alemania)

Un uso común del método analógico de 24 horas para representar el tiempo es mostrar la forma en que la hora del día depende de la propia ubicación. Se puede utilizar un globo terráqueo, un mapa o un disco.

## En la ficción,
George Orwell utiliza los diales de 12 y 24 horas para simbolizar el mundo antiguo y el nuevo en su novela 1984. El dial de 12 horas es una reliquia de la sociedad prerrevolucionaria, utilizada para representar el pasado deseable; el dial de 24 horas y el sistema horario son el estándar obligatorio impuesto por el Partido, y representan tanto la conformidad como la naturaleza indeseable del nuevo mundo. Este tema se encuentra en la famosa línea inicial:
Era un día frío y luminoso de abril y los relojes daban las trece.
En la película de 1927 Metrópolis, la escena inicial muestra un reloj analógico de 24 horas y un reloj analógico de 10 horas (decimal), uno encima del otro. Ambos se utilizan para transmitir la impresión de una sociedad alienígena y altamente eficiente.
En la obra maestra de ciencia ficción de 1870 de Julio Verne Veinte mil leguas de viaje submarino, el capitán Nemo comenta que los relojes del Nautilus utilizan un dial de 24 horas: "Miren ese reloj: es eléctrico, funciona con una precisión que rivaliza con los mejores cronómetros. Lo he dividido en veinticuatro horas como los relojes italianos, ya que para mí no existen ni el día ni la noche, ni el sol ni la luna, sino solo esta luz artificial que importo a las profundidades de los mares. Vean, ahora mismo son las diez de la mañana".
Un reloj con una esfera analógica de 24 horas es importante para la resolución del cuento de Alfred Bester de 1953 "La montaña rusa".